# Безродный, Василий Кириллович
Василий Кириллович Безродный (12 (23) апреля 1768 или 1 (12) января 1768 — 4 (16) сентября 1847 или 4 (16) октября 1847) — сенатор, действительный тайный советник, генерал-лейтенант.

## Биография
Происходил из обер-офицерских детей. Службу начал в 1780 году писарем в Новгородском губернском правлении; в 1786 году получил чин коллежского регистратора.
В военную службу вступил 2 марта 1793 года; был Главной провиантской комиссии Екатеринославской армии. В 1794 году переименован в подпоручики; в 1796 году назначен в Провиантскую экспедицию Военной коллегии майором; полковник с 1799 года.
Был управляющим киевской провиантской комиссией (с 1801) и устроителем виленского провиантского комиссариатства (1802). Произведён в генерал-майоры 22 октября 1803 года с зачислением в Военное министерство.
Назначен начальником 1-го отделения Провиантского департамента Военного министерства с 28 февраля 1812 года, а уже 14 апреля того же года назначен исправлять должность генерал-провиантмейстера.
Был назначен состоять в Главной квартире соединенных армий по провиантской части с 29 сентября 1812 года и участвовал в походах 1812—1814 гг.; награждён 25 декабря 1812 года — орденом Св. Анны 1-й степени, 7 июля 1814 года — орденом Св. Владимира 3-й степени, а 1 сентября 1815 года — орденом Св. Владимира 2-й степени.
С 3 января 1816 года по 25 июля 1825 года занимал пост директора канцелярии главнокомандующего первой армией; с 20 сентября 1821 года — генерал-лейтенант.
В 1825 году, 29 июля был, с перечислением в тайные советники, назначен в Сенат — с повелением присутствовать в 3-м отделении 3-го департамента. Через два года ревизовал Западную Сибирь и, по словам Д. Н. Бантыш-Каменского, особенно проявил свое пристрастие, грубость и даже жестокость. За сибирскую ревизию В. К. Безродный получил бриллиантовые знаки ордена Св. Анны 1-й степени (10.10.1828). С 31 декабря 1828 года он был назначен членом Комиссии прошений Государственного совета, а 22 марта 1829 года ему было повелено присутствовать в общем собрании первых трёх департаментов Сената.
В марте 1829 года он был направлен в Дунайскую армию, заведовал там интендантской частью. По возвращении в Петербург, 25 марта 1830 года он был назначен к присутствованию в 1-м департаменте Сената, а с 1 июля 1831 года — в 4-м; 1 января 1833 года он получил орден Белого Орла.
За время службы неоднократно находился под следствием; так в 1833 году в формуляре Безродного появился выговор «за неосновательные донесения». Кроме того, он подозревался в растрате казённых денег: во время его управления киевской провиантской комиссией за ним оказался недочёт в несколько сот тысяч рублей. Но, по словам Бантыш-Каменского, Безродный умел ладить с сильными людьми.
В 1832—1839 годах Безродный был первоприсутствующим в 3-м отделении 5-го департамента, после ликвидации этого отделения — во 2-м отделении (1839—1842), и наконец, в 1843—1847 гг. — в 1-м отделении того же департамента. Кроме того он неоднократно временно присутствовал в 1-м департаменте по питейным делам и несколько раз, во время отсутствия председателя комиссии прошений, исполнял его должность.
С 16 апреля 1841 года В. К. Безродный — действительный тайный советник; 8 апреля 1843 года получил бриллиантовые знаки ордена Св. Александра Невского.
Также он имел прусские орден Св. Иоанна Иерусалимского (командорский крест, 1801) и орден Красного Орла 2-й степени (1814).
Похоронен на Смоленском православном кладбище в Петербурге.

## Семья
Дочь, Евгения Васильевна, в 1821 году стала женой Г. Х. Гасфорда.
О родственных связях В. К. Безродного в 2012 году на XVI Петербургских генеалогических чтениях делал доклад сотрудник музея Г. Р. Державина Сергей Дмитриевич Дзюбанов.